# Église de la Trinité de Lauterbourg
L'église de la Trinité est un monument historique situé à Lauterbourg, dans le département français du Bas-Rhin.

## Localisation
Ce bâtiment est situé rue de l'Église à Lauterbourg.

## Historique
L'édifice fait l'objet d'une inscription au titre des monuments historiques depuis 1984.

## Architecture

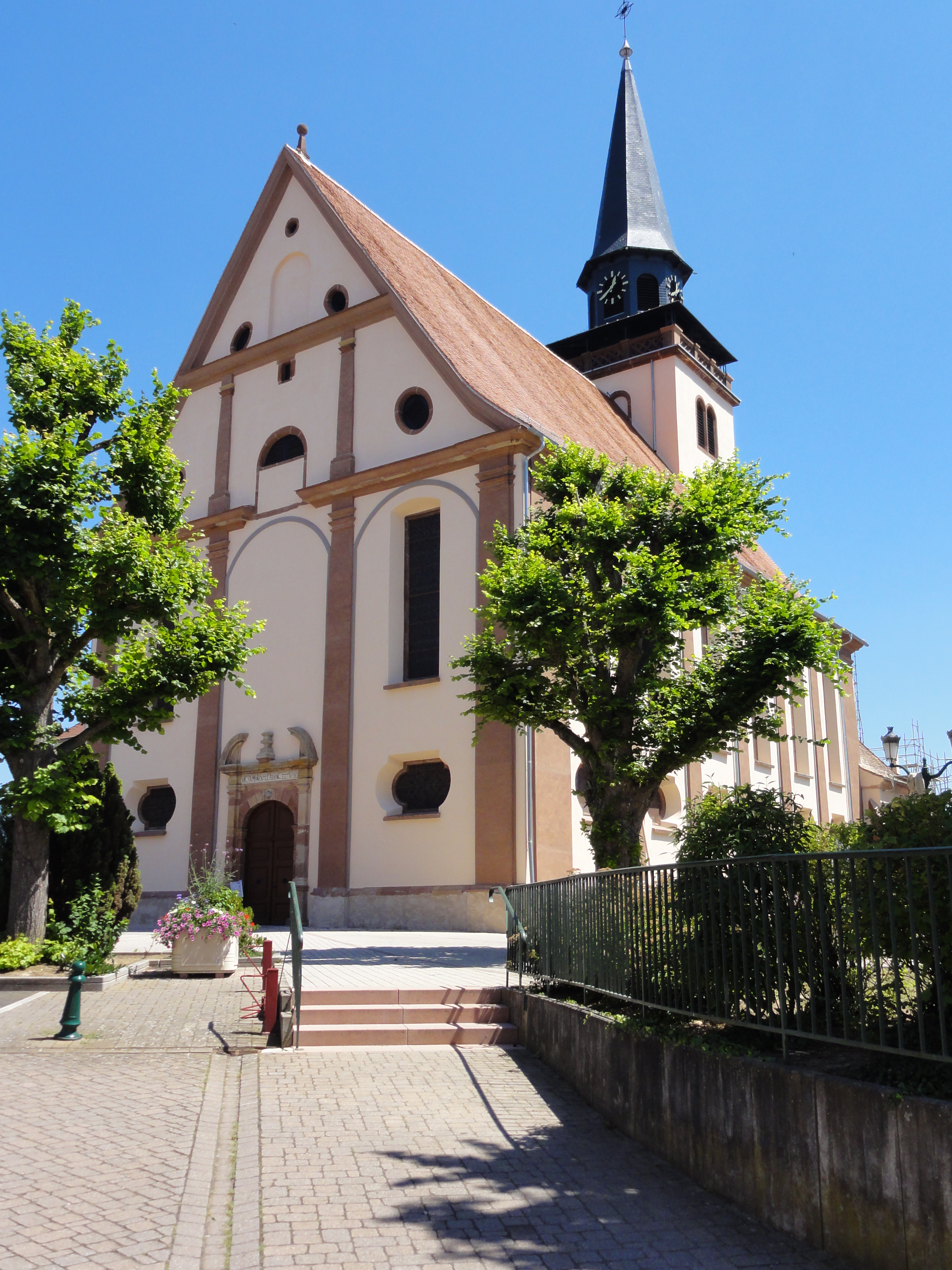
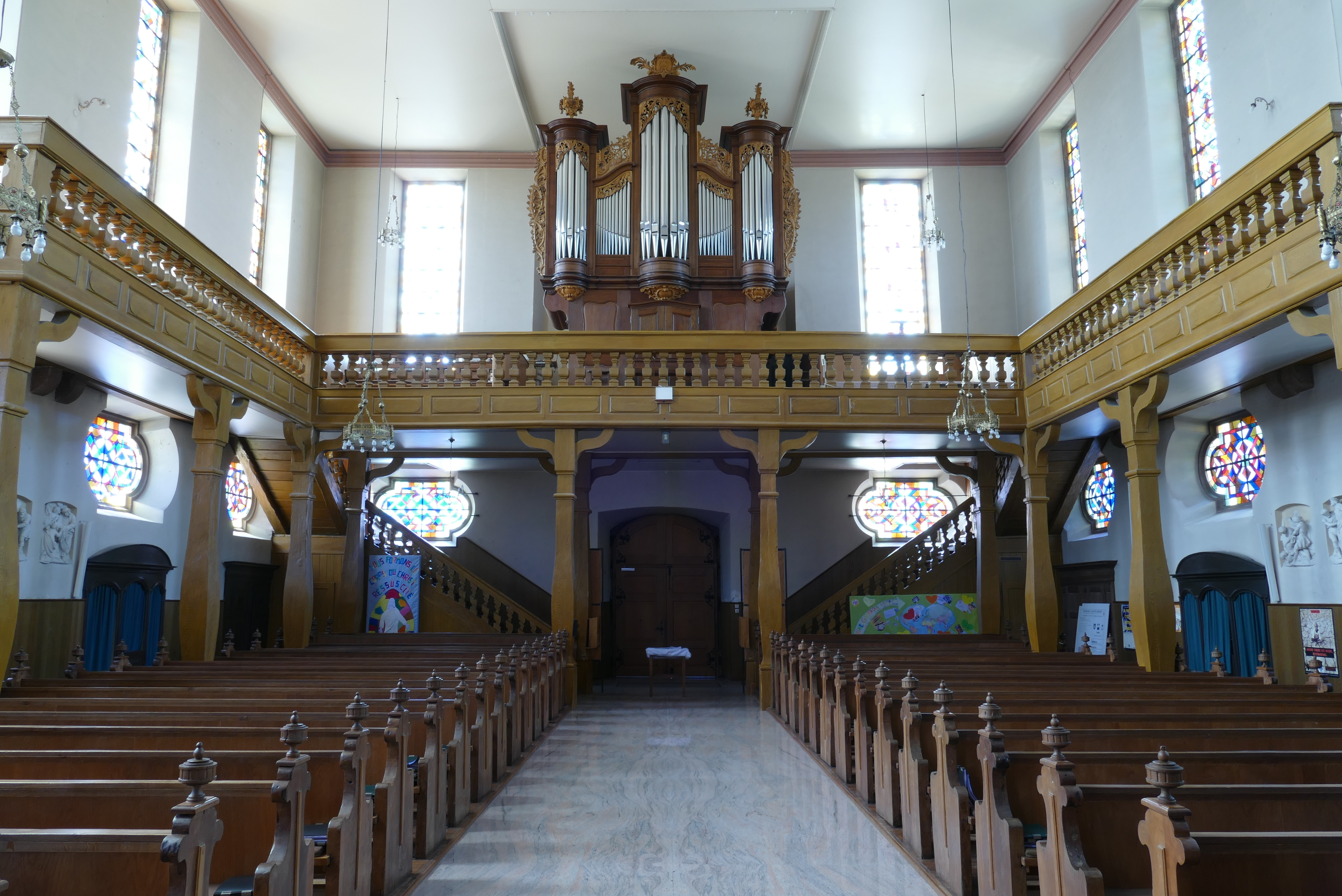
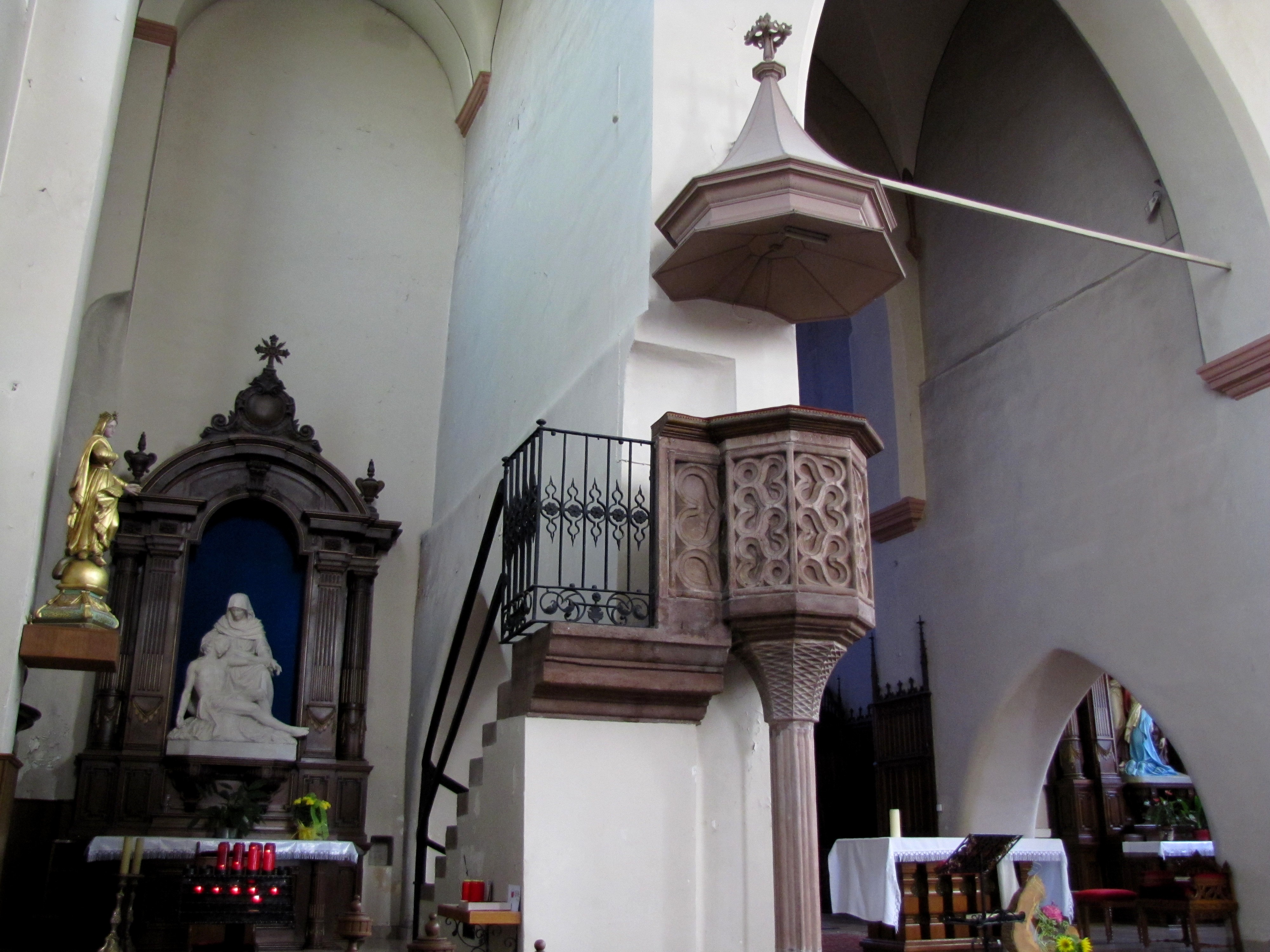